# Martino Giusti
Martino Giusti, né à Montpellier le 15 octobre 1905 et mort à Lucques le 1er décembre 1987, est un archevêque italien.

## Biographie
Martino Giusti naît à Montpellier de parents émigrés italiens originaires du village de Santa Maria del Giudice dépendant de la commune de Lucques. Ils rentrent en Italie peu après sa naissance. Il étudie au séminaire de Lucques et il est ordonné prêtre en juin 1928. Considérablement doué et bénéficiant d'une bourse de la Caisse d'épargne de Lucques, il poursuit ses études à Rome à l'école vaticane de paléographie, de diplomatique et d'archivistique qui dépend des  Archives secrètes du Vatican dont le vice-préfet est un prélat originaire de Lucques, Pietro Guidi. Ce dernier le suit dans ses études.
Martino Giusti poursuit sa carrière aux Archives secrètes du Vatican et en devient en 1955 le préfet, charge qu'il assume jusqu'en 1984. Le pape Jean-Paul II le nomme alors archevêque titulaire d'Arae-en-Numidie (de) et il prend sa retraite. Il termine ses jours au monastère de la Visitation de Lucques, tenu par les visitandines. Il y est inhumé en décembre 1987.
La municipalité de Lucques a donné son nom à la petite place contiguë à celle du Teatro del Giglio.
Il est l'auteur de nombreuses publications et de plus d'une soixantaine d'études historiques, dont Rationes decimarum Italiae nei secoli XIII e XIV, relatif à la Tuscie.
Il était membre de l'Académie pontificale des sciences.